# Saint-Martin-de-Lenne
 Saint-Martin-de-Lenne  là một xã ở tỉnh Aveyron, thuộc vùng Occitanie ở miền nam nước Pháp.